# 内田巌

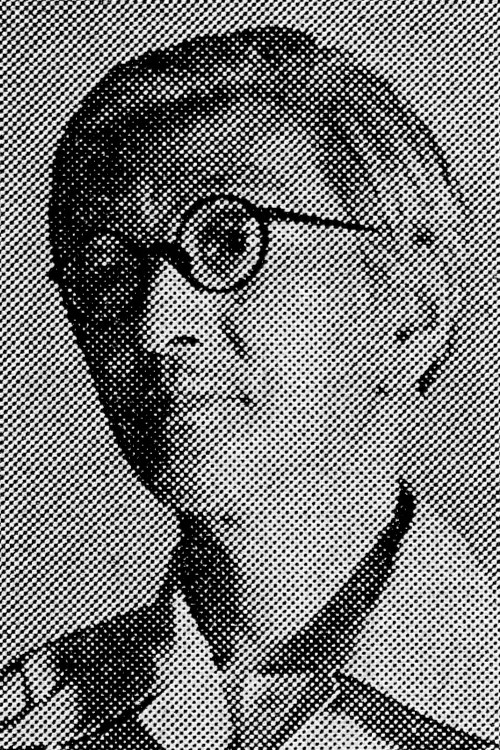
内田巌

内田 巌（うちだ いわお、1900年〈明治33年〉2月15日 - 1953年〈昭和28年〉7月17日）は、洋画家。内田魯庵の子。

## 経歴
東京出身。東京美術学校で藤島武二に師事。1926年卒業後、帝展に入選。1930年から1932年にかけてフランスに渡り、アカデミー・ランソンで学ぶ。1936年には挙国一致体勢の推進をはかる美術界の潮流に対抗して、猪熊弦一郎、小磯良平らと新制作派協会を結成。しかしながら、大戦中の1943年には、聖戦画報 戦ふ東條首相に揮毫している。
1946年日本美術会を結成し初代書記長に就任、1948年には日本共産党に入党し、戦後のプロレタリア画壇にあってはその牽引役として重きをなした。戦後画壇における政治的な活動でも知られる。代表作は「歌声よ起これ(文化を守る人々)」（1948年）、「ラ・ペ(平和)」（1952年）など。墓所は多磨霊園。
なお、彼に関しては陸軍美術協会理事長として戦争画を量産した藤田嗣治の戦争責任の糾弾を繰り広げた件が著名であるが、近年出版された富田芳和「なぜ日本はフジタを捨てたのか？」によると藤田と内田の関係は従来から言われてきたような単純なものではなかったことが明かされている。内田は先輩として藤田を尊敬しており、そんな内田を藤田も可愛がっていた。
占領下の日本で、画壇も戦争責任がGHQから追及される恐れが出てきて、内田は断腸の思いで藤田が全責任を負ってくれるよう頭を下げ、これを受けて藤田はフランスに出国することになったのが真相であるとされる。しかし、ある種のスケープゴートだった事から藤田は失意と嫌悪の中でフランスへ移住。後年に至るまで「私が日本を捨てたのではない。日本に捨てられたのだ」と語っている。

## 著書
- 『物射る眼』立命館出版部、1941年
- 『絵画の美 油絵篇』冨山房、1943年
- 『内田巌作品集』桑名文星堂、1944年
- 『人間画家』宝雲舎、1947年
- 『絵画青春記』太和堂、1948年
- 『絵画読本』暁書房、1948年。創元文庫、1952年。角川文庫、1955年
- 『絵画の倫理』  書肆一杉、1948年
- 『画家と作品』高桐書院、1948年
- 『美とヒューマニズム』リスナー社、1949年
- 『ミレーとコロー』岩波書店〈岩波新書〉1950年。特装版1984年
- 『絵画は何処へ行く』三一書房、1952年。編訳
- 『美しい絵画』ポプラ社 知識文庫、1953年。児童書

## 文献
- 『近代美術事典』白揚社、1950年。編集委員
- 『内田巌展 没後50年　猪熊弦一郎・小磯良平とともに』新見美術館、神戸市立小磯記念美術館、2004年
- 富田芳和『なぜ日本はフジタを捨てたのか？－藤田嗣治とフランク・シャーマン 1945-1949』静人舎、2018年

## 親族
評論家・内田魯庵の長男。長女の内田莉莎子は翻訳家でポーランド文学者・吉上昭三の妻。次女の路子はデザイナー堀内誠一の妻。